# Lijst van personages uit Star Wars
Dit is een lijst van personages uit Star Wars. De lijst bevat alleen personages die officieel zijn aangemerkt als onderdeel van de Star Wars Canon. Sommige van deze personages hebben andere of aanvullende verhaallijnen binnen Star Wars: Legends. Personages die alleen voorkomen in Star Wars Legends zijn te vinden in de Lijst van personages uit Star Wars Legends.

## 0-9
| Personage           | Acteur                                   | Beschrijving |
| ------------------- | ---------------------------------------- | --- |
| 2-1B                | Denny Delk (ESB)                         | Medische droid. In The Empire Strikes Back verzorgt 2-1B Luke Skywalker nadat hij is aangevallen door een Wampa op de planeet Hoth. Later in de film vervangt hij Luke's hand. |
| 4-LOM               | Chris Parsons (ESB)                      | Protocoldroid premiejager. |
| 8D8                 | Stem: Matt Berry (The Book of Boba Fett) | Marteldroid |
| Clone 99            | Stem: Dee Bradley Baker (TCW)            | Misvormde Clone Trooper |
| 0-0-0 (Triple-Zero) | n.n.b. (Darth Vader)                     | Protocoldroid |

## A
| Personage              | Acteur | Beschrijving |
| ---------------------- | --- | --- |
| Ask Aak                | Steven Boyle (AotC) Paul Spence (RotS)                                                                            | |
| Aftab Ackbar           | Stem: Chris Terrio (TRoS)                                                                                         | |
| Gial Ackbar            | Timothy Rose (RotJ, TFA, TLJ, TRoS) Stem: Erik Bauersfeld (RotJ, TFA) Tom Kane (TLJ, Squadrons) Artt Butler (TCW) | Ackbar leidt de Rebellenvloot tijdens de aanval op de tweede Death Star in Return of the Jedi. |
| Mog Adana              | Harry Trevaldwyn (The Acolyte)                                                                                    | |
| Nyrat Agira            | n.n.b. (AotC) | |
| Ahmar                  | Stem: Zeno Robinson                                                                                               | |
| Ak-rev                 | David Gonzales (RotJ)                                                                                             | Een mannelijke Weequay die drummer is in de Max Rebo Band. |
| Aktropaw               | Jeryl Prescott (Ahsoka)                                                                                           | |
| Nee Alavar             | Rena Owen (RotS)                                                                                                  | Een vrouwelijke senator in de Galactische Republiek ten tijde van de Kloonoorlogen. |
| Stass Allie            | Lily Nyamwasa (AotC, RotS)                                                                                        | Een vrouwelijke Tholotiaan die Jedi Meester is gedurende de laatste jaren van de Galactische Republiek. |
| Amanaman               | Ailsa Berk (RotJ)                                                                                                 | |
| Corporal Amari         | Bailey Patrick (Andor)                                                                                            | |
| Mas Amedda             | Jerome Blake (TPM, RotS) David Bowers (AotC, RotS) Stem: Stephen Stanton (TCW)                                    | Mas Amedda was de vice-voorzitter van de Galactische Senaat onder Kanselier Valorum en later onder Palpatine. |
| Amee                   | Katie Lucas (TPM)                                                                                                 | Een van de kinderen die toekijkt terwijl Anakin Skywalker zijn podracer laat zien. |
| Padmé Amidala          | Natalie Portman (TPM, AotC, RotS) Stem: Catherine Taber (TCW (film), TCW (tv-serie), FoC)                         | De geliefde van Anakin Skywalker, en de moeder van Luke Skywalker en Leia Organa. |
| Amnesty Officer G27    | James Chen (The Mandalorian)                                                                                      | |
| Cassian Andor          | Diego Luna (Rogue One, Andor) Antonio Viña (jong in Andor)                                                        | Kapitein en inlichtingenofficier van de Rebel Alliance die helpt bij het stelen van de plannen voor de Death Star in Rogue One. Hij sterft wanneer het rijk het gevechtsstation gebruikt om de planeet Scarif, waar de plannen zich bevonden, te vernietigen.                                                    |
| Clem Andor             | Gary Beadle (Andor)                                                                                               | |
| Maarva Andor           | Fiona Shaw (Andor)                                                                                                | |
| Mae-ho Aniseya         | Amandla Stenberg (The Acolyte) Leah Brady (jong in The Acolyte)                                                   | |
| Mother Aniseya         | Jodie Turner-Smith (The Acolyte)                                                                                  | |
| Verosha "Osha" Aniseya | Amandla Stenberg (The Acolyte) Lauren Brady (jong in The Acolyte)                                                 | |
| Bail Antilles          | Adrian Dunbar (TPM)                                                                                               | Een senator in de Galactische Republiek namens de planeet Alderaan. Hij was een van de kandidaten om Kanselier Valorum op te volgen als Kanselier. |
| Raymus Antilles        | Peter Geddis (ANH) Rohan Nichol (RotS) Tim Beckmann (Rogue One)                                                   | In dienst van de familie Organa was hij kapitein van de Tantive IV, het schip waarin prinses Leia de gestolen plannen van de Death Star vervoerde. |
| Wedge Antilles         | Denis Lawson (ANH, TESB, RoJ, TRoS) Stem: Denis Lawson (Squadrons) Nathan Kress (Rebels) David Ankrum (Rogue One) | |
| The Anzellan Crew      | Stem: Shirley Henderson (The Mandalorian)                                                                         | |
| AP-5                   | Stem: Stephen Stanton (Rebels)                                                                                    | Een mannelijke protocoldroid. |
| Koningin Apailana      | Keisha Castle-Hughes (RotS)                                                                                       | Apailana was koningin van Naboo ten tijde van het einde van de Kloonoorlogen en het begin van het Galactisch Keizerrijk. |
| Passel Argente         | Steven Boyle (AotC) Marty Wetherill (RotS)                                                                        | Passel Argente was een mannelijke Koorivar die als magistraat werkte voor de Corporate Alliance en daarnaast senator was voor zijn thuisplaneet Kooriva. Hij sloot zich aan bij de Confederacy of Independent Systems. Aan het einde van de kloonoorlogen wordt hij gedood door Darth Vader op Mustafar in RotS. |
| Aristocrat 4           | Veanne Cox (The Mandalorian)                                                                                      | |
| The Armorer            | Emily Swallow (The Mandalorian, The Book of Boba Fett)                                                            | |
| Ello Asty              | Stem: (TFA, Resistance)                                                                                           | |
| AV-6R7                 | n.n.b. (RotJ) | |
| Governor Ryder Azadi   | Clancy Brown (Ahsoka) Stem: Clancy Brown (Rebels)                                                                 | |
| AZI-3                  | Stem: Ben Deskin (TCW, TBB)                                                                                       | |

## B
| Personage                   | Acteur | Beschrijving |
| --------------------------- | --- | --- |
| B2EMO                       | Dave Chapman (Andor)                                                                                           | |
| Ponda Baba                  | Tommy Ilsley (ANH) n.n.b. (Rogue One)                                                                          | |
| Hermione Bagwa              | Susie Porter (AotC)                                                                                            | |
| Bala-Tik                    | Brian Vernel (TFA)                                                                                             | |
| Cad Bane                    | Stem: Corey Burton (TCW, TBB, TBoBB)                                                                           | Meedogenloze premiejager van Duros tijdens de kloonoorlogen, en vijanden wordt met Obi-Wan Kenobi. Na de kloonoorlogen wordt hij ingehuurd door minister-president Lama Su om Omega te ontvoeren en terug te brengen. |
| Darth Bane                  | Stem: Mark Hamill (TCW)                                                                                        | |
| Edcel Bar Gane              | n.n.b. (TPM) Stem: Stephen Stanton (TCW)                                                                       | |
| Barada                      | Dickey Beer (RotJ)                                                                                             | |
| Taramyn Barcona             | Gershwyn Eustache Jnr (Andor)                                                                                  | |
| Bardi                       | Benjamin Norris (Andor)                                                                                        | |
| Ardo Barodai                | Keythe Farley (Squadrons)                                                                                      | |
| Bartender Droid             | Stem: Seth Gabel                                                                                               | |
| Chief Bast                  | Leslie Schofield (ANH)                                                                                         | |
| Battle Droids               | Stem: Matthew Wood (TPM, AotC, RotS, TCW (film), TCW (tv-serie), Rebels, The Mandalorian)                      | |
| Lieutenant Baysee           | Michael C. Alexander (Ahsoka)                                                                                  | |
| BB-8                        | Dave Chapman & Brian Herring (TFA, TLJ, TRoS) Stem: Bill Hader, Ben Schwartz & Ben Burtt (TFA, TLJ, TRoS, FoD) | |
| BD-1                        | Stem: Ben Burtt (JFO, JS)                                                                                      | |
| Beckett                     | Woody Harrelson (Solo)                                                                                         | |
| Beedo                       | Marolyn Turk (ANH, RotJ)                                                                                       | |
| Aldar Beedo                 | n.n.b. (TPM)                                                                                                   | |
| Beef                        | Dominic Burgess (Skeleton Crew)                                                                                | |
| Commandant Jayhold Beehaz   | Stanley Townsend (Andor)                                                                                       | |
| Leonart Beehaz              | Alfie Todd (Andor)                                                                                             | |
| Roboda Beehaz               | Michelle Duncan (Andor)                                                                                        | |
| Beela                       | Laura Marcus (Andor)                                                                                           | |
| Bene                        | Mousy McCallum (RotS)                                                                                          | |
| Benzi                       | Louis Martin (Andor)                                                                                           | |
| Kelleran Beq                | Ahmed Best (The Mandalorian)                                                                                   | |
| Sio Bibble                  | Oliver Ford Davies (TPM, AotC, RotS)                                                                           | Sio Bibble was gouverneur van Naboo ten tijde van het einde van de Galactische Republiek en het begin van het Galactisch Keizerrijk. Hij is een mens met een lange grijze baard. Hij was een van de eerste die een inval vermoedde na de blokkage door de Handelsfederatie (Trade Federation). Hij werd gevangengenomen door Battle Droids. Als Padmé Amidala naar Coruscant vlucht om hulp blijft Bibble achter om het op te nemen tegen de Neimoidians. Na de bevrijding van Naboo was hij aanwezig op de parade om dit te vieren. Later was hij eveneens aanwezig op de staatsbegrafenis van Padmé Amidala. |
| Depa Billaba                | Dipika O'Neill Joti (TPM, AotC) Stem: Archie Panjabi (TBB)                                                     | Depa Billaba was een menselijke Jedi Meester die zetelde in de Jedi-Raad in de nadagen van de Jedi-Orde. Na een gevecht met Generaal Grievous belandt ze in een coma van zes maanden. Tijdens haar herstel bouwt ze een band op met Caleb Dume (die later bekend zal worden als Kanan Jarrus), die ze aanneemt als haar padawan. Ze offert zichzelf op tijdens Bevel 66 om haar padawan te redden. |
| Jar Jar Binks               | Ahmed Best (TPM, AotC, RotS) Stem: Ahmed Best & Phil LaMarr (TCW)                                              | |
| Lieuteant Supervisor Blevin | Ben Bailey Smith (Andor)                                                                                       | |
| Zorii Bliss                 | Keri Russell (TRoS)                                                                                            | |
| Bloy                        | Tomi May (Andor)                                                                                               | |
| Doda Bodonawieedo           | Nelson Hall (RotJ)                                                                                             | |
| Dud Bolt                    | Danny Wagner & Mark Siegel (TPM, AotC)                                                                         | |
| Captain Bombardier          | Jack Black (The Mandalorian)                                                                                   | |
| Boolio                      | Aidan Cook (TRoS) Stem: Mark Hamill (TRoS)                                                                     | |
| BoShek                      | Basil Tomlin (ANH)                                                                                             | |
| Bossk                       | Alan Harris (ESB, RotJ) Stem: Dee Bradley Baker (TCW)                                                          | Bossk is een Trandoshan premiejager. In The Empire Strikes Back is hij een van de zes premiejagers die door Darth Vader zijn opgeroepen de Millennium Falcon te vinden. In Return of the Jedi is hij te zien in Jabba's paleis. |
| Boushh                      | Pat Welsh (RotJ) Stem: Matt Lanter (FoD)                                                                       | |
| Brasso                      | Joplin Sibtain (Andor)                                                                                         | |
| Sunif Brecanti              | Philippe Spall (Andor)                                                                                         | |
| Bana Breemu                 | Bai Ling (RotS)                                                                                                | |
| Ezra Bridger                | Eman Esfandi (Ahsoka) Stem: Taylor Gray (Rebels)                                                               | Ezra Bridger is een straatrat die op een dag een rebellengroep tegenkomt. Van Kanan Jarrus leert hij dat hij de Force in zich heeft en krijgt hij training om een Jedi te kunnen worden. Maar dan krijgen hij, zijn meester Kanan en de rest van het team te maken met de Inquisitors, forcegebruikers opgeleidt door Darth Vader om Jedi te kunnen vinden. Jaren later, na de dood van zijn meester Kanan raakt hij vermist nadat hij zijn thuisplaneet had gered van het Keizerrijk. |
| Brutus                      | Stem: Fred Tatasciore (Skeleton Crew)                                                                          | |
| Sora Bulq                   | n.n.b. (AotC, TCW)                                                                                             | |
| The Fifth Brother           | Sung Kang (Obi-Wan Kenobi) Stem: Philip Anthony-Rodriguez (Rebels)                                             | |
| Burg                        | Clancy Brown (The Mandalorian)                                                                                 | |

## C
| Personage                   | Acteur | Beschrijving |
| --------------------------- | --- | --- |
| C1-10P "Chopper"            | Stem: Dave Filoni (Rebels, TCW, TBB, FoD, Rogue One, Ahsoka) | |
| C1-D1                       | Stem: Shelby Young (Ahsoka) | |
| C-3PO                       | Anthony Daniels (TPM, AotC, RotS, ANW, TESB, RotJ, TFA, TLJ, TRoS, Rogue One, Obi-Wan Kenobi, Ahsoka) Stem: Anthony Daniels (TCW (film), TCW (tv-serie), Rebels, Resistance) | |
| Caben                       | Asif Ali (The Mandalorian) | |
| Tanner Cadaman              | n.n.b. (RotS) | |
| Bix Caleen                  | Adria Arjona (Andor) | |
| Toro Calican                | Jake Cannavale (The Mandalorian) | |
| Lieutenant Callahan         | Michele Weaver (Ahsoka) | |
| Lando Calrissian            | Billy Dee Williams (TESB, RotJ, TRoS) Donald Glover (Solo) Stem: Billy Dee Williams (Rebels)                                                                                 | |
| Moden Canady                | Mark Lewis Jones (TLJ) | |
| Capso                       | Alex Sharbek (Andor) | |
| Imperial Captain            | Titus Welliver (The Mandalorian) | |
| CC-1004 "Gree"              | Stem: Temuera Morrison (RotS) Dee Bradley Baker (TCW) | Klooncommandant die door Yoda wordt gedood in Revenge of the Sith, nadat Keizer Palpatine Bevel 66 heeft gegeven. Tijdens de kroonoorlogen diende hij onder Luminara Unduli.                                                 |
| CC-1010 "Fox"               | Stem: Dee Bradley Baker (TCW) | Klooncommandant die leiding gaf aan de Coruscant Guards in Star Wars: The Clone Wars. |
| CC-1119 "Appo"              | Stem: Temuera Morrison (RotS) Dee Bradley Baker (TCW) | Kloonsergeant in het 501st Legion in Revenge of the Sith. |
| CC-1138 "Bacara"            | n.n.b. (RotS, TCW) | |
| CC-1993 "Jet"               | Stem: Dee Bradley Baker (TCW) | Klooncommandant onder Ki-Adi-Mundi in The Clone Wars in de aflevering "Landing at Point Rain". |
| CC-2224 "Cody"              | Temuera Morrison (RotS) Stem: Dee Bradley Baker (TCW (film), TCW (tv-serie))                                                                                                 | Klooncommandant onder Obi-Wan Kenobi in Revenge of the Sith en gedurende de Kloonoorlogen. Hij helpt Obi-Wan op Utapau in de strijd tegen Generaal Grievous en keert zich tegen hem wanneer Keizer Palpatine Bevel 66 geeft. |
| CC-2237 "Odd Ball"          | Temuera Morrison (RotS) Stem: Dee Bradley Baker (TCW) | Een klooncommandant en -piloot tijdens de Kloonoorlogen die dient onder Obi-Wan Kenobi. |
| CC-3636 "Wolffe"            | Stem: Dee Bradley Baker (TCW) | Klooncommandant die de Wolfpack leidt onder Jedi Generaal Plo Koon gedurende de Kloonoorlogen. |
| CC-4477 "Thire"             | Stem: Temuera Morrison (RotS) Dee Bradley Baker (TCW) | Commandant van de Shock Troopers in Revenge of the Sith die Palpatine vertelt dat ze Yoda's lichaam niet hebben gevonden. |
| CC-5052 "Bly"               | Stem: Dee Bradley Baker (TCW) | Klooncommandant die dient onder Jedi Generaal Aayla Secura. Wanneer Bevel 66 wordt gegeven, executeert hij Aayla Secura. |
| CC5576-39 "Gregor"          | Stem: Dee Bradley Baker (TCW, TBB) | |
| CC-8826 "Neyo"              | n.n.b. (Star Wars: Episode III: Revenge of the Sith, TCW) | |
| Chaelt                      | Dale Soules (Skeleton Crew) | |
| Chalmun                     | n.n.b. (Jedi Knight) | |
| Charval                     | Beru Tessema (Andor) | |
| Chewbacca                   | Peter Mayhew (RotS, ANW, TESB, RotJ, TFA) Joonas Suotamo (TFA, TLJ, TRoS, Solo) Stem: Peter Mayhew (TCW)                                                                     | |
| Chieftan                    | David Hayman (Andor) | |
| Chief Chirpa                | Jane Busby (Star Wars: Episode VI: Return of the Jedi) | |
| Cid                         | Stem: Rhea Perlman (TBB) | Voormalige Jedi-informant die The Bad Batch voorziet van huurmissies in de nasleep van de kloonoorlogen. |
| The Client                  | Werner Herzog (The Mandalorian) | |
| Clone Troopers              | Temuera Morrison (AotC, RotS, The Mandalorian, The Book of Boba Fett) Stem: Dee Bradley Baker (TCW (film), TCW (tv-serie), Rebels, JFO)                                      | |
| Jeremoch Colton             | Jeremy Bulloch (RotS) | |
| Kayden Ko Connix            | Billie Lourd (TFA, TLJ, TRoS) | |
| Fry Cook                    | Anthony Atamanuik (Skeleton Crew) | |
| First Officer Jensen Corbyt | Shakira Barrera (Ahsoka) | |
| Cordé                       | Verónica Segura (AotC) | |
| Eno Cordova                 | Tony Amendola (JFO) | |
| Roron Corobb                | n.n.b. (Star Wars Lightsabers) | |
| Corv                        | Noof Ousellam (Andor) | |
| Cradossk                    | n.n.b. (Star Wars: Galactic Defense) | |
| Salacious B. Crumb          | Mark Dodson (Star Wars: Episode VI: Return of the Jedi) | |
| Arvel Crynyd                | Hilton McRae (Star Wars: Episode VI: Return of the Jedi) | |
| CT-782 "Hevy"               | Stem: Dee Bradley Baker (TCW) | |
| CT-1409 "Echo"              | Stem: Dee Bradley Baker (TCW, TBB) | |
| CT-5385 "Tup"               | Stem: Dee Bradley Baker (TCW) | |
| CT-5555 "Fives"             | Stem: Dee Bradley Baker (TCW) | |
| CT-7567 "Rex"               | Temuera Morrison (Ahsoka) Stem: Dee Bradley Baker (TCW (film), TCW (tv-serie), Rebels, TBB, TotJ)                                                                            | |
| CT-9904 "Crosshair"         | Stem: Dee Bradley Baker (TCW, TBB) | |
| Cthallops                   | Stem: Patrick Seitz (Skeleton Crew) | |

## D
| Personage                    | Acteur                                                                                              | Beschrijving |
| ---------------------------- | --------------------------------------------------------------------------------------------------- | --- |
| Larma D'Acy                  | Amanda Lawrence (TLJ, TRoS)                                                                         | |
| Dagonet                      | Stem: Mark Rolston (TotJ)                                                                           | |
| Poe Dameron                  | Oscar Isaac (TFA, TLJ, TRoS) Stem: Oscar Isaac (Rebels, Resistance)                                 | |
| Barquin D'an                 | n.n.b. (RotJ)                                                                                       | |
| Dante                        | Stem: Nicolas Cantu (TotE)                                                                          | |
| Giddean Danu                 | Christopher Kirby (RotS)                                                                            | |
| Biggs Darklighter            | Garrick Hagon (ANH)                                                                                 | |
| Lant Davan                   | Matt Lanter (The Mandalorian)                                                                       | |
| Admiral Daysar               | David Westhead (Andor)                                                                              | |
| Dengar                       | Morris Bush (TESB, RotJ) Stem: Simon Pegg (TCW)                                                     | |
| Bren Derlin                  | John Ratzenberger (TESB) n.n.b. (RotJ)                                                              | |
| Dewi                         | Stem: Mike Quinn (Andor)                                                                            | |
| Dhow                         | Hugh Sachs (Andor)                                                                                  | |
| Dilan                        | Théo Costa-Marini (Andor)                                                                           | |
| Lexi Dio                     | Nicole Fantl (AotC)                                                                                 | |
| DJ                           | Benicio del Toro (TLJ)                                                                              | |
| Din Djarin / The Mandalorian | Pedro Pascal, Brendan Wayne & Lateef Crowder (The Mandalorian, The Book of Boba Fett)               | |
| D-O                          | Stem: J.J. Abrams (TRoS)                                                                            | |
| Lott Dod                     | Silas Carson (TPM) Stem: Toby Longworth (TPM) Gideon Emery (TCW)                                    | Lott Dod is mannelijke vertegenwoordiger in de Galactische Senaat van de Trade Federation gedurende de blokkade en invasie van Naboo. Hij behoort tot het geslacht van de Neimoidians. Door een van zijn remmende manoeuvres neemt Padme Amidala het initiatief in handen en die een motie van wantrouwen in tegen kanselier Finis Valorum. |
| Jib Dodger                   | Rick Famuyiwa (The Mandalorian)                                                                     | |
| Jan Dodonna                  | Alex McCrindle (ANH) Ian McElhinney (Rogue One) Stem: Michael Bell (Rebels)                         | |
| Daultay Dofine               | Alan Ruscoe (TPM) Stem: Chris Sanders (TPM)                                                         | |
| Graaf Dooku / Darth Tyranus  | Christopher Lee (AotC, RotS) Stem: Christhoper Lee (TCW (film)) Corey Burton (TCW (tv-serie), TotJ) | |
| Dormé                        | Rose Byrne (AotC)                                                                                   | |
| Tundra Dowmeia               | Danny Steele (AotC, RotS)                                                                           | |
| Ivor Drake                   | Jacqui Louez (RotS)                                                                                 | |
| Cin Drallig                  | Nick Gillard (RotS) Stem: Robin Atkin Downes (TCW)                                                  | |
| Draper                       | Alison Rose (TRoS)                                                                                  | |
| Drash                        | Sophie Thatcher (The Book of Boba Fett)                                                             | |
| Davits Draven                | Alistair Petrie (Rogue One, Andor)                                                                  | |
| Dreena                       | Ella Pellegrini (Andor)                                                                             | |
| Kravas Drezzer               | Lee Boardman (Andor)                                                                                | |
| Greez Dritus                 | Daniel Roebuck (JFO, JS)                                                                            | |
| Fay Drolla                   | Tim Plester (Andor)                                                                                 | |
| Cara Dune                    | Gina Carano (The Mandalorian)                                                                       | |
| Rio Durant                   | Stem: Jon Favreau (Solo)                                                                            | |
| Tala Durith                  | Indira Varma (Obi-Wan Kenobi)                                                                       | |
| The Duchess                  | Lizzo (The Mandalorian)                                                                             | |

## E
| Personage            | Acteur                                                                                                | Beschrijving |
| -------------------- | --- | ------------ |
| Eirtaé               | Friday "Liz" Wilson (TPM)                                                                             |              |
| Captain Elk          | Roger Barclay (Andor)                                                                                 |              |
| Morgan Elsbeth       | Diana Lee Inosanto (The Mandalorian, Ahsoka) Stem: Diana Lee Inosanto (TotE)                          |              |
| Caluan Ematt         | Andrew Jack (TFA, TLJ)                                                                                |              |
| Ebe Endocott         | Stem: Roger L. Jackson (TPM)                                                                          |              |
| Captain Enoch        | Wes Chatham (Ahsoka)                                                                                  |              |
| Galen Erso           | Mads Mikkelsen (Rogue One)                                                                            |              |
| Jyn Erso             | Felicity Jones (Rogue One) Beau Gadsdon & Dolly Gadson (jong in Rogue One) Stem: Felicity Jones (FoD) |              |
| Lyra Erso            | Valene Kane (Rogue One)                                                                               |              |
| Erveen               | Jane Bertish (Andor)                                                                                  |              |
| ES-02                | Stem: Tina Huang (TBB)                                                                                |              |
| Haja Estree          | Kumail Nanjiani (Obi-Wan Kenobi)                                                                      |              |
| EV-9D9               | Stem: Mark Hamill (The Mandalorian)                                                                   |              |
| Moralo Eval          | Stem: Stephen Stanton (TCW)                                                                           |              |
| Dr. Cornelius Evazan | Alfie Curtis (ANH) Michael Smiley (Rogue One)                                                         |              |

## F
| Personage                          | Acteur | Beschrijving |
| ---------------------------------- | --- | --- |
| Sun Fac                            | n.n.b. (AotC) | |
| Fara                               | Kerry Condon (Skeleton Crew) | |
| Kalyn Farnmir                      | n.n.b. (AotC) | |
| Yord Fandar                        | Charlie Barnett (The Acolyte) | |
| Onaconda Farr                      | n.n.b. (TPM, AotC) Stem: Dee Bradley Baker (TCW (film), TCW (tv-serie))                                                                                                 | Onaconda Farr is een rodian en senator van de planeet Rodia. Hij was goed bevriend met Padmé Amidala. In 22 BBY werd Farr vergiftigd met een gif die enkel schadelijk was voor Rodians. Lolo Purs, tevens senator van Rodia was hiervoor verantwoordelijk. |
| Toryn Farr                         | Brigitte Kahn (TESB) | |
| Father                             | Robin Sebastian (Andor) | |
| Attendant Felzonis                 | Ragevan Vasan (Andor) | |
| Boba Fett                          | Jeremy Bulloch (TESB, RotJ) Mark Austin (ANH) Daniel Logan (AotC, TCW) Temuera Morrison (The Mandalorian, The Book of Boba Fett) Stem: Temuera Morrison (ESB, RotJ, JV) | |
| Jango Fett                         | Temuera Morrison (AotC) | |
| Fern                               | Ryan Kiera Armstrong (Skeleton Crew) | |
| Leida Fertha                       | Bronte Carmichael (Andor) | |
| Perrin Fertha                      | Alastair Mackenzie (Andor) | |
| Fillik                             | Anthony J. Abraham (The Acolyte) | |
| Finn                               | John Boyega (TFA, TLJ, TRoS) Stem: John Boyega (FoD) | |
| Kit Fisto                          | Zachariah Jensen (AotC) Ben Cooke (RotS) Stem: Phil LaMarr (TCW) | |
| Flek                               | Sonny Poon Tip (Andor) | |
| Fode en Beed / Fodesinbeed Annodue | Greg Proops & Scott Capurro (TPM) | |
| Force Healer                       | Josie Walker (Andor) | |
| Bib Fortuna                        | Michael Carter (RotJ) Matthew Wood (TPM, The Mandalorian, The Book of Boba Fett) Stem: Erik Bauersfeld (RotJ) Matthew Wood (TBB)                                        | |
| Freck                              | Zach Braff (Obi-Wan Kenobi) | |
| Freedi                             | Stem: Damian Farrell (Andor) | |
| Babu Frik                          | Stem: Shirley Henderson (TRoS) | |
| Grizz Frix                         | Ronny Cush (RotJ) | |
| Frog Lady                          | Misty Rosas (The Mandalorian) Stem: Dee Bradley Baker (The Mandalorian)                                                                                                 | |
| Garsa Fwip                         | Jennifer Beals (The Book of Boba Fett) | |

## G
| Personage              | Acteur | Beschrijving |
| ---------------------- | --- | --- |
| Adi Gallia             | Gin Clarke (TPM) Stem: Angelique Perrin (TCW, TRoS)                                                                           | Adi Galia is een vrouwelijk jediridder uit de Jedi Orde. Ze is een mens en komt uit een familie waarin The Force sterk aanwezig is. Ze zetelde in de Jedi Council toen Anakin Skywalker voor de raad verscheen voor zijn Jedi-training in The Phantom Menace                       |
| Gantika                | Stem: Toks Olagundoye (TotJ)                                                                                                  | |
| Gardis                 | Sam Gilroy (Andor) | |
| Garindan               | Sadie Eddon (ANH) Stem: John Wayne (ANH)                                                                                      | |
| Garree                 | M.J. Kang (Skeleton Crew) | |
| Gasgano                | CGI (TPM) | |
| Saw Gerrera            | Forest Whitaker (Rogue One, Andor) Stem: Andrew Kishino (TCW, TBB) Forest Whitaker (Rebels, JFO)                              | Veteraan van de Clone Wars, die later de leider wordt van een groep rebellen die het opnemen tegen het Keizerrijk. Hij nam Jyn Erso onder zijn hoede en stierf toen het rijk de Death Star voor de eerste keer gebruikte om zijn schuilplaats samen met Jedha City te vernietigen. |
| Gharial                | Andrew Brooke (Andor) | |
| Commander Gherant      | Pip Miller (RotJ) | |
| Nambi Ghima            | Kiran Shah (TRoS) Stem: Debra Wilson (TRoS)                                                                                   | |
| Ghoel                  | n.n.b. RotJ) | |
| Moff Gideon            | Giancarlo Esposito (The Mandalorian)                                                                                          | |
| Captain Girard         | Eisa Davis (Ahsoka) | |
| Glorb                  | Jacob Roanhaus (Skeleton Crew)                                                                                                | |
| Junn Gobint            | Jeff Garlin (TRoS) | |
| Janu Godalhi           | Pablo Hidalgo (RotS) | |
| Tarados Gon            | n.n.b. (AotC) | |
| Lieutenant Gorn        | Sule Rimi (Andor) | |
| Doctor Gorst           | Joshua James (Andor) | |
| Gragra                 | Stem: Toby Longworth (TPM) | |
| Colonel Gralm          | Robin Atkin Downes (Squadrons)                                                                                                | |
| Granik                 | Kiran Shah (Andor) | |
| Grakchawwaa            | Steven Foy / James Rowland / Julian Khazzouh (RotS)                                                                           | |
| Supervisor Grandi      | Lucy Russell (Andor) | |
| Greeata Jendowanian    | Celia Fushille-Burke (Star Wars: Episode III: Revenge of the Sith)                                                            | |
| Greedo                 | Paul Blake & Maria De Aragon (ANH) Stem: Larry Ward (ANH) Tom Kenny (TCW)                                                     | |
| Varko Grey             | Noshir Dala (Squadrons) | |
| Generaal Grievous      | Stem: Matthew Wood (RotS, TCW, TotE)                                                                                          | |
| Grievous' Bodyguards   | Stem: Matthew Wood (RotS, TCW)                                                                                                | |
| Tetha Grig             | Esther Rose McGregor (Obi-Wan Kenobi)                                                                                         | |
| Frantis Griss          | Geff Francis (TRoS) | |
| Din Grogu              | Jason Matthews, Trevor Hensley, Hiroshi Ikeuchi, Mike Manzel, Tamara Carlson Woodard (The Mandalorian, The Book of Boba Fett) | |
| Grymish                | Kurt Egyiawan (Andor) | |
| Gunter                 | Jaleel White (Skeleton Crew)                                                                                                  | |
| Mars Guo               | n.n.b. (TPM) | |
| Aruteous "Rute" Gunnay | Colin Ware (RotS) | |
| Nute Gunray            | Silas Carson (TPM, AotC, RotS) Stem: Tom Kenny (TCW)                                                                          | |

## H
| Personage                 | Acteur | Beschrijving |
| ------------------------- | --- | ------------ |
| Rune Haako                | Jerome Blake (TPM) Alan Ruscoe (AotC) Sandy Thompson (RotS) Stem: James Arnold Taylor (TPM) Chris Truswell (AotC)                                             |              |
| Ham                       | Clemens Schick (Andor) |              |
| Hanel                     | Stem: Andrew Kishino (Star Wars: Tales of the Jedi |              |
| Griff Halloran            | Stem: Stephen Stanton (Resistance) |              |
| Rako Hardeen              | Stem: James Arnold Taylor (TCW) |              |
| Gideon Hask               | Paul Blackthorne (Battlefront II) |              |
| Shin Hati                 | Ivanna Sahhno (Ahsoka) |              |
| Hatten Warrior            | Stephen Oyoung (Skeleton Crew) |              |
| First Officer Vic Hawkins | Nican Robinson (Ahsoka) |              |
| Captain Hayle             | Mark Rolston (Ahsoka) |              |
| Hayna                     | Hala Finley (Skeleton Crew) |              |
| Attendant Heert           | Jacob James Beswick (Andor) |              |
| Captain Helgait           | Christopher Lloyd (The Mandalorian) |              |
| Valin Hess                | Richard Brake (The Mandalorian) |              |
| San Hill                  | n.n.b. (AotC, RotS) |              |
| HK Assassin Droid Leader  | Stem: Helen Sadler (Ahsoka) |              |
| Holden                    | Indra Ové (The Acolyte) |              |
| Clegg Holdfast            | n.n.b. (TPM) |              |
| Amilyn Holdo              | Laura Dern (TLJ) |              |
| Hotelier                  | Julie Ann Emery (Skeleton Crew) |              |
| Howzer                    | Stem: Dee Bradley Baker (TBB) |              |
| Hunter                    | Stem: Dee Bradley Baker (TCW, TBB) |              |
| Gardulla the Hutt         | n.n.b. (TCW) |              |
| Jabba de Hutt             | Declan Mulholland (ANH) Toby Philpott, David Barclay & Mike Edmonds (RotJ) Stem: Larry Ward (RotJ) Kevin Michael Richardson (TPM, TCW (film), TCW (tv-serie)) |              |
| Generaal Armitage Hux     | Domhnall Gleeson (TFA, TLJ, TRoS) Stem: Domhnall Gleeson (Resistance)                                                                                         |              |
| Brendol Hux               | Brian Gleeson (The Mandalorian) |              |
| Huyung                    | Stem: David Tennant (TCW, Ahsoka) |              |
| Chief Hyne                | Rupert Vansittart (Andor) |              |

## I
| Personage                   | Acteur                                                           | Beschrijving |
| --------------------------- | ---------------------------------------------------------------- | --- |
| IG-11 IG-12                 | Stem: Taika Waititi (The Mandalorian)                            | |
| IG-88                       | Bill Hargreaves / Paul Klein (TEMSB)                             | War droid (gevechtsdroid) die stamt uit de tijd dat de Trade Federation mechanische troepen inzetten. IG-88 heeft een eerder menselijke lichaamsbouw met een cilindervormig hoofd. In TESB probeert hij de Millennium Falcon te onderscheppen en de passagiers gevangen te nemen in opdracht van Darth Vader. In Star Wars Expanded Universe werd onthuld dat IG-88 zijn bewustzijn overgebracht had op de computerkern van de Death Star. Toen deze in de Death Star werd geplaatst kreeg hij de macht over het hele ruimtestation en wou hier misbruik van maken. |
| Chirrut Îmwe                | Donnie Yen (Rogue One)                                           | |
| Indara                      | Carrie-Anne Moss (The Acolyte)                                   | |
| Inquisitor                  | Stem: Clancy Brown (TotJ)                                        | |
| The Grand Inquisitor        | Rupert Friend (Obi-Wan Kenobi) Stem: Jason Isaacs (Rebels, TotE) | |
| The Ninth Sister Inquisitor | Misty Lee (JFO, JS)                                              | |
| Moff Isdain                 | Stem: Tom Konkle (TotE)                                          | |

## J
| Personage                 | Acteur | Beschrijving |
| ------------------------- | --- | --- |
| Bairdon Jace              | Jason Baird (AotC) | |
| Koningin Jamillia         | Ayesha Dharker (AotC)                                                                                                 | |
| Jannah                    | Naomie Ackie (TRoS)                                                                                                   | |
| Wes Janson                | Ian Liston (TESB) | |
| Kanan Jarrus / Caleb Dume | Stem: Freddie Prinze jr. (Rebels, TRoS, TBB)                                                                          | Jedi-overlevende van Bevel 66 en de leider van de Ghost-crew. Geboren als Caleb Dume, maar hij veranderde zijn naam in Kanan Jarrus om zich te verstoppen na Bevel 66, waarbij zijn Jedi-meester, Depa Billaba zichzelf opofferde zodat hij kon ontsnappen. Later ontmoette Kanan Hera Syndulla en werd hij de Jedi-meester van Ezra Bridger. Hij draagt een blaster en een blauw lichtzwaard. Hij is onzeker van zichzelf tijdens het trainen van Ezra, omdat hij zijn Jedi-training zelf niet heeft afgemaakt. Kanan offert zichzelf later op om Hera Syndulla te laten ontsnappen uit een keizerlijke gevangenis op Lothal. Na zijn dood wordt zijn zoon Jacen Syndulla geboren. Kanan verschijnt ook als een stem in The Rise of Skywalker, waardoor Rey de verjongde Darth Sidious onder ogen kan zien. |
| Lindon Javes              | Phil Morris (Squadrons)                                                                                               | |
| Jaxxon                    | n.n.b. (Star Wars (1977))                                                                                             | |
| Nower Jebel               | Jonathan Aris (Rouge One, Andor)                                                                                      | |
| Lieutenant Jensu          | Chau Naumova (Ahsoka)                                                                                                 | |
| Jerec                     | n.n.b. (TCW) | |
| Tiaan Jerjerrod           | Michael Pennington (TESB, RotJ)                                                                                       | |
| Dexter Jettster           | Stem: Ronald Falk (AotC)                                                                                              | |
| Qui-Gon Jinn              | Liam Neeson (TPM, Obi-Wan Kenobi) Stem: Liam Neeson (AotC, TRoS, TCW, Rebels, TotJ) Micheál Richardson (jong in TotJ) | |
| Jira                      | n.n.b. (TPM) | |
| Jo                        | Karisma Shanel (The Mandalorian, The Book of Boba Fett)                                                               | |
| Judge                     | Beatie Edney (Andor)                                                                                                  | |
| Zett Jukassa              | Jett Lucas (AotC, RotS)                                                                                               | |
| Cere Junda                | Debra Wilson (JFO, JS)                                                                                                | |
| Supervisor Lonni Jung     | Robert Emms (Andor)                                                                                                   | |

## K
| Personage              | Acteur | Beschrijving |
| ---------------------- | --- | --- |
| K-2S0                  | Alan Tudyk (Rogue One, Andor) | |
| Kabe                   | n.n.b. (ANH) | |
| Kaido                  | Jonjo O'Neill (Andor) | |
| KB                     | Kyrianna Kratter (Skeleton Crew) | |
| Dr. Harter Kalonia     | Harriet Walter (TFA) | |
| Maz Kanata             | Lupita Nyong'o (TFA, TLJ, TRoS) Stem: Lupita Nyong'o (FoD) | |
| Tishra Kandia          | Amanda Hale (TRoS) | |
| Elia Kane              | Katy M. O'Brian (The Mandalorian) | |
| Greef Karga            | Carl Weathers (The Mandalorian) | |
| Karina the Great       | Stem: Dee Bradley Baker (TCW) | Koning van Geonosis gedurende de kloonoorlogen. |
| Timm Karlo             | James McArdle (Andor) | |
| Karloo                 | Nicholas Blane (Andor) | |
| Eedy Karn              | Kathryn Hunter (Andor) | |
| Syril Karn             | Kyle Soller (Andor) | |
| Kaplan                 | Pip Torrens (TFA) | |
| Cinta Kaz              | Varada Sethu (Andor) | |
| Denaria Kee            | John McEvoy (AotC, RotS) | |
| Neva Kee               | CGI (TPM) | |
| Twink Kee              | John McEvoy (AotC, RotS) | |
| Jai Keli               | Vinny Thomas (Ahsoka) Stem: Dante Basco (Star Wars Rebels) | |
| Kellen                 | Ryan Pope (Andor) | |
| Kelnacca               | Joonas Suotamo (The Acolyte) | |
| Obi-Wan Kenobi         | Alec Guinness (ANH, ESB, RotJ) Ewan McGregor (TPM, AotC, RotS, Obi-Wan Kenobi) Stem: Ewan McGregor (TFA, TroS) Alec Guinness (TFA, TroS) James Arnold Taylor (TCW, Rebels, TotJ jong) Stephen Stanton (Rebels oud) | |
| X-Wing Commander Kent  | Andy Powers (Skeleton Crew) | |
| Kerri                  | Belle Swarc (Andor) | |
| Terisa Kerrill         | Peta Sergeant (Squadrons) | |
| Cal Kestis             | Cameron Monaghan (JFO, JS) | |
| Sash Ketter            | Deborah Chow (The Mandalorian) | |
| Kh'ymm                 | Stem: Alia Shawkat (Skeleton Crew) | |
| Ki-Adi-Mundi           | Silas Carson (TPM, AotC, RotS) Derek Arnold (The Acolyte) Stem: Brian George (TCW, TotJ) | |
| Corporal Kimzi         | Nick Blood (Andor) | |
| Beaumont Kin           | Dominic Monaghan (TroS) | |
| Kithaba                | Dickey Beer (RotJ) | |
| Kitster                | Dhruv Chanchani (TPM) | |
| Klaud                  | Nick Kellington (TroS) | |
| Derek "Hobbie" Klivian | Richard Oldfield (TESB) | |
| Exmar Kloris           | Lee Ross (Andor) | |
| Klothow                | Claudia Black (Ahsoka) | |
| Agen Kolar             | Tux Akindoyeni (AotC, RotS) | |
| Tay Kolma              | Ben Miles (Andor) | |
| Kona                   | Sisa Grey (Skeleton Crew) | |
| Plo Koon               | Matt Sloan (AotC, RotS) Stem: James Arnold Taylor (TCW) | |
| Kierah "Gunny" Koovah  | Rebecca Wisocky (Squadrons) | |
| Gor Koresh             | John Leguizamo (The Mandalorian) | |
| Koril                  | Margarita Levieva (The Acolyte) | |
| Mari Kosan             | Sumalee Montano (JFO) | |
| Eeth Koth              | Hassani Shapi (TPM, AotC) Stem: Chris Edgerly (TCW) | |
| Orson Callan Krennic   | Ben Mendelsohn (Rogue One, Andor) | |
| Avar Kriss             | n.n.b. (The High Republic) | |
| Krole                  | Alex Waldmann (Andor) | |
| Black Krrsantan        | Carey Jones (The Book of Boba Fett) | Een Wookiee premiejager die voor het eerst verscheen in de Marvel stripserie Star Wars: Darth Vader, en vervolgens in de stripserie Doctor Aphra. Het personage verscheen voor het eerst op het scherm in de tweede aflevering van The Book of Boba Fett, waar hij is ingehuurd door de Twins. |
| Bo-Katan Kryze         | Katee Sackhoff (The Mandalorian) Stem: Katee Sackhoff (TCW, Rebels, TotE) | |
| Kuiil                  | Stem: Nick Nolte (The Mandalorian) | |

## L
| Personage         | Acteur                                                      | Beschrijving |
| ----------------- | ----------------------------------------------------------- | ------------ |
| L3-37             | Stem: Phoebe Waller-Bridge (Solo)                           |              |
| Sar Labooda       | Emma Howard (AotC)                                          |              |
| Supervisor Lagret | Michael Jenn (Andor)                                        |              |
| Lakesis           | Jane Edwina Seymour (Ahsoka)                                |              |
| Lakshay           | Paul Bullion (The Acolyte)                                  |              |
| Lieutenant Lander | Brendan Wayne (Ahsoka)                                      |              |
| Lang              | Michael Biehn (The Mandalorian)                             |              |
| Larik             | Stem: Theo Rossi (TotJ)                                     |              |
| Cliegg Lars       | Jack Thompson (Star Wars: Episode II: Attack of the Clones) |              |
| Owen Lars         | Joel Edgerton (AotC, RotS, Obi-Wan Kenobi) Phil Brown (ANH) |              |
| Cut Lawquane      | Stem: Dee Bradley Baker (TCW, TBB)                          |              |
| Leektar           | n.n.b. (RotJ)                                               |              |
| Leeza             | Caroline Vanier (Andor)                                     |              |
| Lepori            | Caolifhionn Dunne (Andor)                                   |              |
| Lezine            | Thierry Godard (Andor)                                      |              |
| Tallie Lintra     | Hermione Corfield (TLJ)                                     |              |
| Slowen Lo         | Stem: Joseph Gordon-Levitt (TLJ)                            |              |
| Lobot             | John Hollis (TESB)                                          |              |
| Logray            | Mike Edmonds (RotJ)                                         |              |
| Jecki Lon         | Dafne Keen (The Acolyte)                                    |              |
| Kino Loy          | Andy Serkis (Andor                                          |              |
| Wam "Blam" Lufba  | n.n.b. (RotJ)                                               |              |
| LT-514            | Alistair McKenzie (Squadrons)                               |              |

## M
| Personage                    | Acteur | Beschrijving |
| ---------------------------- | --- | --- |
| Crix Madine                  | Dermot Crowley (RotJ) | |
| Magaloof                     | Stem: Matthew Wood (AotC) | |
| Mok Shaiz's Majordomo        | David Pasquesi (The Book of Boba Fett)                                                                                            | |
| Ma'kis'shaalas               | n.n.b. (RotS, TCW) | |
| Baze Malbus                  | Jiang Wen (Rogue One) | |
| Taron Malicos                | Liam McIntyre (JDO) | |
| Ranzar ''Ran'' Malk          | Mark Boone Junior (The Mandalorian)                                                                                               | |
| Shu Mai                      | CGI (AotC, RotS) | |
| Elan Mak                     | n.n.b. (TPM) | |
| Malakili                     | Paul Brooke (RotJ) | |
| Malé-Dee                     | Kee Chan (RotS) | |
| Ody Mandrell                 | Stem: Matthew Wood (TPM) | |
| Maree                        | Cass Buggé (Skeleton Crew) | |
| Mallie Marek                 | n.n.b. (The Force Unleashed II)                                                                                                   | |
| Kleya Marki                  | Elizabeth Dulau (Andor) April V Woods (jong in Andor)                                                                             | |
| Inquisitor Marrok            | Paul Darnell (Ahsoka) | |
| Master Codebreaker           | Justin Theroux (TLJ) | |
| Rafa Martez                  | Stem: Elizabeth Rodriguez (TCW, TBB)                                                                                              | Smokkelaar van Coruscant die een hangar en een wasserette gebruikt als dekmantel voor haar illegale zaken. Tegen het einde van de kloonoorlogen raken de zussen bevriend met Ahsoka Tano, die hen helpt wanneer een taak om spice te leveren aan het Pyke-syndicaat mislukt. Kort na de opkomst van het Rijk worden de zussen ingehuurd door Captain Rex om een tactische droid op Corellia te stelen, waar ze een aanvaring hebben met The Bad Batch, die op zoek zijn naar dezelfde droid. Uiteindelijk geeft The Bad Batch de gegevens aan Rafa en Trace nadat ze hebben vernomen dat ze deze willen gebruiken om tegen het Rijk te vechten. |
| Trace Martez                 | Stem: Brigitte Kali (TCW, TBB) | Piloot en monteur van Coruscant, en het jongere zusje van Rafa, die ze vaak helpt bij haar illegale zaken. Tegen het einde van de kloonoorlogen raken ze bevriend met Ahsoka Tano, die hen helpt wanneer een taak om spice te leveren aan het Pyke-syndicaat mislukt. Kort na de opkomst van het Rijk worden de zussen ingehuurd door Captain Rex om een tactische droid op Corellia te stelen, waar ze een aanvaring hebben met The Bad Batch, die op zoek zijn naar dezelfde droid. Uiteindelijk geeft The Bad Batch de gegevens aan Rafa en Trace nadat ze hebben vernomen dat ze deze willen gebruiken om tegen het Rijk te vechten.        |
| Matron                       | Stem: Lydia Look (TotE) | |
| Darth Maul                   | Ray Park (TPM, Solo) Stem: Peter Serafinowicz (TPM) Sam Witwer (Solo, TCW, Rebels)                                                | |
| Mawhonic                     | Mark Coulier (TPM) | |
| Mawood                       | Maurice J. Irvin (Ahsoka) | |
| Migs Mayfeld                 | Bill Burr (The Mandalorian) | |
| Droopy "Snit" McCool         | Deep Roy (RotJ) | |
| Mishko                       | Mia Soteriou (Andor) | |
| Lyn Me                       | Dalyn Chew (RotJ) | |
| Achk Med-Beq                 | Ahmed Best (AotC) | |
| Tion Medon                   | Bruce Spence (RotS) | |
| Del Meeko                    | T.J. Ramini (Battlefront II) | |
| Dedra Meero                  | Denise Gough (Andor) | |
| Melas                        | n.n.b. (ANH) | |
| Melee                        | Megan Udall (TPM) | |
| Melna                        | Paloma Garcia-Lee (Skeleton Crew)                                                                                                 | |
| Ruescott Melshi              | Duncan Pow (Rogue One: A Star Wars Story, Andor)                                                                                  | |
| Antoc Merrick                | Ben Daniels (Rogue One) | |
| Nightsister Merrin           | Tina Ivlev (JFO, JS) | |
| Merumeru                     | Axel Dench (RotS) | |
| Corla Metonae                | n.n.b. (RotS) | |
| Modifier                     | Stephen "Thundercat" Bruner (The Book of Boba Fett)                                                                               | |
| Aks Moe                      | Mark Coulier (TPM) Stem: Marc Silk (TPM)                                                                                          | |
| Moffi                        | Ruby Max (Andor) | |
| Moloch                       | Harley Durst (Solo) Stem: Andrew Jack (Solo)                                                                                      | |
| Ephant Mon                   | Andy Cunningham (RotJ) | |
| Mon Calamari Nobleman        | Stem: Harry Holland (The Mandalorian)                                                                                             | |
| Sergeant Linus Mosk          | Alex Ferns (Andor) | |
| Moteé                        | Kristy Wright (RotS) | |
| Mon Mothma                   | Caroline Blakiston (RotJ) Genevieve O'Reilly (RotS, Rogue One, Andor, Ahsoka) Stem: Kath Soucie (TCW) Genevieve O'Reilly (Rebels) | Senator van de Republiek en medeoprichter en leider van de Rebel Alliance. Dient later als kanselier van de Nieuwe Republiek en heeft een grote invloed op de verplaatsing van de galactische hoofdstad van Coruscant naar Hosnian Prime na de nederlaag van het Keizerrijk. |
| Peli Motto                   | Amy Sedaris (The Mandalorian, The Book of Boba Fett)                                                                              | |
| Sly Moore                    | Sandi Finlay (AotC, RotS) | |
| Admiraal Conan Antonio Motti | Richard LeParmentier (ANH) | |
| Lieutenant Mowaat            | Dawn Dininger (Ahsoka) | |
| Muftak                       | Laine Liska (ANH) | |
| Musk                         | Akie Kotabe (Andor) | |
| Mythrol                      | Horatio Sanz (The Mandalorian) | |

## N
| Personage            | Acteur | Beschrijving |
| -------------------- | --- | ------------ |
| Elder Naasa          | Stem: Shelby Young (The Acolyte) |              |
| Jobal Naberrie       | Trisha Noble (RotS) |              |
| Pooja Naberrie       | Hayley Mooy (AotC, RotS) |              |
| Ruwee Naberrie       | Graeme Blundell (AotC, RotS) |              |
| Ryoo Naberrie        | Keira Wingate (AotC, RotS) |              |
| Sola Naberrie        | Claudia Karvan (AotC, RotS) |              |
| Momaw Nadon          | n.n.b. (ANH) |              |
| Nadura               | Stem: Shelby Young (TotE) |              |
| Nak-il               | Stem: Sunil Malhotra (TotJ) |              |
| Nali                 | Stem: Daisy Lightfoot (TotE) |              |
| Nari                 | Benny Safdie (Obi-Wan Kenobi) |              |
| Boss Nass            | Stem: Brian Blessed (TPM, RotS) |              |
| Navigator Droid      | Stem: Bonnie Wild (Ahsoka) |              |
| Jod Na Nawood        | Jude Law (Skeleton Crew) |              |
| Nax                  | Temuera Morrison (Obi-Wan Kenobi) |              |
| Nazy                 | Dylan Blore (Andor) |              |
| Captain Lorth Needa  | Michael Culver (TESB) |              |
| Neek                 | Dylan Brady (Andor) |              |
| Neel                 | Robert Timothy Smith (Skeleton Crew) |              |
| Karis Nemik          | Alex Lawther (Andor) |              |
| Enfys Nest           | Erin Kellyman (Solo) |              |
| Nevarro Copper Droid | Stem: Parvesh Cheena (The Mandalorian) |              |
| Niki                 | Pui Fan Lee (Andor) |              |
| Niya                 | Rachelle Diedericks (Andor) |              |
| Vect Nokru           | Flea (Obi-Wan Kenobi) |              |
| Nooma                | Geneva Carr (Skeleton Crew) |              |
| Jocasta Nu           | Alethea McGrath (AotC) Stem: Flo Di Re (TCW, TotJ) |              |
| Po Nudo              | Paul Nicholson (TPM, AotC, RotS) |              |
| Nien Nunb            | Mike Quinn (RotJ, TFA, TLJ, Star Wars: Episode IX: The Rise of Skywalker) Bill Rotich & Richard Bonehill (RotJ) Stem: Kipsang Rotich (RotJ, TFA, TLJ, Star Wars: Episode IX: The Rise of Skywalker) |              |
| Nyche                | Marisé Álvarez (Obi-Wan Kenobi) |              |

## O
| Personage              | Acteur | Beschrijving                                        |
| ---------------------- | --- | --------------------------------------------------- |
| Oathkeeper             | Cavin Cornwall (Andor) |                                                     |
| Hermi Odle             | Phil Herbert (RotJ) |                                                     |
| Barriss Offee          | Nalini Krishan (AotC) Stem: Meredith Salenger (TCW, TotE) |                                                     |
| Hondo Ohnaka           | Stem: Jim Cummings (TCW, Rebels) | Eigenaar van Ohnaka Transport Solutions; smokkelaar |
| Ric Olié               | Ralph Brown (TPM) |                                                     |
| Omega                  | Michelle Ng (TBB) |                                                     |
| Omera                  | Julia Jones (The Mandalorian) |                                                     |
| Ketsu Onyo             | Gina Torres (FoD) |                                                     |
| Oola                   | Femi Taylor (RotJ) |                                                     |
| OOM-9                  | Stem: Matthew Wood (TPM) |                                                     |
| Dasi Oran              | Raphael Roger Levy (Andor) |                                                     |
| Bail Organa            | Jimmy Smits (Star Wars: Episode II: Attack of the Clones, RotS, Rogue One, Obi-Wan Kenobi) Benjamin Bratt (Andor Stem: Phil LaMarr (TCW, Rebels, TBB, TotJ)                                                                                       |                                                     |
| Breha Organa           | Rebecca Jackson Mendoza (RotS) Simone Kessell (Obi-Wan Kenobi) |                                                     |
| Leia Organa            | Carrie Fisher (ANH, TESB, RotJ, TFA, TLJ, TRoS) Ingvild Deila (Rogue One) Vivien Lyra Blair (Obi-Wan Kenobi) Aidan Barton (RotS) Stem: Julie Dolan (Rebels) Carolyn Hennesy & Rachel Butera (Resistance) Shelby Young (FoD) Misty Lee (Squadrons) |                                                     |
| Tuut Orial             | Alan Resnick (Skeleton Crew) |                                                     |
| Garazeb "Zeb" Orrelios | Steve Blum (The Mandalorian Stem: Steve Blum (Rebels) |                                                     |
| Orrimaarko             | Colin Hunt (RotJ) |                                                     |
| Admiraal Kendal Ozzel  | Michael Sheard (TESB) |                                                     |

## P
| Personage                       | Acteur | Beschrijving               |
| ------------------------------- | --- | -------------------------- |
| Salman Paak                     | Abhin Galeya (Andor) |                            |
| Wilmon Paak                     | Muhannad Ben Amor (Andor) |                            |
| Pablo-Jill                      | CGI (AotC) |                            |
| Ister Paddie                    | William Clay (AotC) |                            |
| Teemto Pagalies                 | CGI (TPM) |                            |
| Ajunta Pall                     | n.n.b. (KotOR) |                            |
| Sheev Palpatine / Darth Sidious | Ian McDiarmid (TPM, AotC, RotS, TESB, RotJ, TRoS, Obi-Wan Kenobi) Marjorie Eaton (TESB) Stem: Ian McDiarmid (TFA, Rebels, TBB, TotJ) Clive Revill (TESB) Ian Abercrombie (TCW (film), TCW (tv-serie)) Tim Curry (TCW) Sam Witwer (Rebels, JFO) |                            |
| Tynnra Pamlo                    | Sharon Duncan-Brewster (Rogue One, Andor) Stem: Sharon Duncan-Brewster (The Bad Batch) |                            |
| Captain Quarsh Panaka           | Hugh Quarshie (TPM) |                            |
| Pao                             | Derek Arnold (Andor) |                            |
| Cato Parasitti                  | Gina Torres (FoD) |                            |
| Bellava Parnadee                | Tanya Moodie (TRoS) |                            |
| Major Lio Partagaz              | Anton Lesser (Andor) |                            |
| Chi Eekway Papanoida            | Katie Lucas (RotS) Stem: Nika Futterman (TCW) |                            |
| Baron Notluwiski Papanoida      | George Lucas (RotS) Stem: Corey Burton (TCW) |                            |
| Paploo                          | Kenny Baker (RotJ) |                            |
| Pav-ti                          | Janina Gavankar (TotJ) | De moeder van Ahsoka Tano. |
| Pax                             | Mike Estes (Skeleton Crew) |                            |
| Edrison Peavey                  | Ryan Peavey (TLJ) |                            |
| Lortha Peel                     | Stephen Root (The Book of Boba Fett) |                            |
| Pegla                           | Kieran O'Brien (Andor) |                            |
| Gillad Pellaeon                 | Xander Berkeley (The Mandalorian) Stem: Xander Berkeley |                            |
| Dr. Penn Pershing               | Omid Abtahi (The Mandalorian) |                            |
| Sate Pestage                    | n.n.b. (TESB) |                            |
| Colonel Petigar                 | Richard Katz (Andor) |                            |
| Bonjj Phalfa                    | Shane Almagor (Star Wars: Skeleton Crew) |                            |
| Captain Phasma                  | Gwendoline Christie (TFA, TLJ) Stem: Gwendoline Christie (Resistance) |                            |
| Pic                             | n.n.b. (Jedi Knight: Dark Forces II) |                            |
| Even Piell                      | Michael Cottrell (TPM, AotC) Stem: Blair Bess (TCW) |                            |
| Admiraal Firmus Piett           | Kenneth Colley (TESB, RotJ) |                            |
| Darth Plagueis                  | n.n.b. (genoemd in RotS) |                            |
| Plug                            | Pilip Hill-Pearson (Andor) |                            |
| Pluti                           | Marc Rissmann (Andor) |                            |
| Unkar Plutt                     | Simon Pegg (TFA, TRoS) Stem: Dee Bradley Baker (FoD) |                            |
| Poggle the Lesser               | Stem: Marton Csokas (AotC, RotS) Matthew Wood (TCW) |                            |
| Pokkit                          | Kelly Macdonald (Skeleton Crew) |                            |
| Pono                            | James Northcote (Andor) |                            |
| Yarael Poof                     | Michelle Taylor (TPM) |                            |
| Jek Tono Porkins                | William Hootkins (ANH) |                            |
| Captain Porter                  | Matthew Law (Ahsoka) |                            |
| Shadday Potkin                  | n.n.b. (RotS) |                            |
| Poyle                           | Terique Jarrett (Andor) |                            |
| Benjar Pranic                   | Stem: Alfred Molina (Skeleton Crew) |                            |
| Prauf                           | JB Blanc (JFO) |                            |
| Lady Proxima                    | Stem: Linda Hunt (Solo) |                            |
| Enric Pryde                     | Richard E. Grant (TRoS) |                            |
| Pyke Boss                       | Phil LaMarr (The Book of Boba Fett) |                            |

## Q
| Personage       | Acteur                                  | Beschrijving |
| --------------- | --------------------------------------- | ------------ |
| Q9-0            | Stem: Richard Ayoade (The Mandalorian)  |              |
| Qi'ra           | Emilia Clarke (Solo)                    |              |
| Qimir           | Manny Jacinto (The Acolyte)             |              |
| Qin             | Ismael Cruz Córdova (The Mandalorian)   |              |
| Ben Quadinaros  | CGI (TPM)                               |              |
| Doctor Quadpaw  | Aidan Cook (Andor)                      |              |
| Quarren Captain | Stem: Christine Adams (The Mandalorian) |              |
| Domaric Quinn   | Simon Paisley Day (TRoS)                |              |

## R
| Personage                          | Acteur | Beschrijving |
| ---------------------------------- | --- | --- |
| R2-D2                              | Kenny Baker (TPM, AotC, RotS, ANH, TESB, RotJ) Jimmy Vee (TFA, TLJ) Hassan Taj & Lee Towersey (TRoS) Christine Galey (The Mandalorian, The Book of Boba Fett) Stem: Ben Burtt (TPM, AotC, RotS, ANH, TESB, RotJ, TFA, TLJ, TRoS, Rogue One, The Mandalorian, The Book of Boba Fett, Obi-Wan Kenobi, TCW (film), TCW (tv-serie), Rebels, FoD) | |
| R2-Q5                              | n.n.b. (RotJ) | |
| R4-P17                             | n.n.b. (AotC, RotS, TCW) | |
| R5-D4                              | Verschillende poppenspelers (AotC, ANH, The Mandalorian, The Book of Boba Fett) | |
| Rabé                               | Cristina da Silva (TPM) | |
| Admiraal Raddus                    | Paul Kasey (Rogue One) James Henri-Thomas (Andor) Stem: Stephen Stanton (Rogue One, Andor) | |
| Luthen Rael                        | Stellan Skarsgård (Andor) | |
| Lyn Rakish / The Fourth Inquisitor | Rya Kihstedt (Obi-Wan Kenobi) Stem: Rya Kihlstedt (TotE) | |
| Oppo Rancisis                      | Jerome Blake (TPM, AotC) n.n.b. (TCW) | |
| Rancor Keeper                      | Danny Trejo (The Book of Boba Fett) | |
| Ragnar                             | Wesley Kimmel (The Mandalorian) | |
| Dak Ralter                         | John Morton (TESB) | |
| Rampart                            | Stem: Noshir Dalal (TBB) | Vice-admiraal van het Rijk, verantwoordelijk voor het registratiesysteem voor codes om legaal te kunnen reizen, en het rekruteren van het troepen. |
| Rappertunie                        | n.n.b. (RotJ) | |
| Rashi                              | Victor Perez (Andor) | |
| Rayencourt                         | David Harewood (The Acolyte) | |
| Max Rebo                           | Simon J. Willamson (RotJ) n.n.b. (The Book of the Boba Fett) | |
| Doctor Recklaw                     | Tim Bentinck (Andor) | |
| Lieutenant Reed                    | Max Lloyd-Jones (The Book of Boba Fett) Stem: Max Lloyd-Jones (The Mandalorian) | |
| Ree-Yees                           | Paul Springer, Richard Bonehill & Mike Quinn (RotJ) | |
| Koska Reeves                       | Mercedes Varnado (The Mandalorian) | |
| Reggi                              | Stem: Steve Blum (TotE) | |
| Wade Resselian                     | Ryder McLaughlin (Obi-Wan Kenobi) | |
| Sheltay Retrac                     | Caroline de Souza (RotS) | |
| Rey                                | Daisy Ridley (TFA, TLJ, TRoS) Cailey Fleming (TFA, TRoS) Josefine Irrera Jackson (TRoS) Stem: Daisy Ridley (FoD) | |
| Doctor Rhasiv                      | Adrian Rawlins (Andor) | |
| Carlist Rieekan                    | Bruce Boa (TESB) | |
| Rika                               | Eva-Jane Willis (Andor) | |
| Senator Rodrigo                    | Jacqueline Antaramian (Ahsoka) | |
| Roken                              | O'Shea Jackson Jr. (Obi-Wan Kenobi) | |
| Bodhi Rook                         | Riz Ahmed (Rogue One) | |
| Boles Roor                         | n.n.b. (TPM, AotC) | |
| Ark "Bumpy" Roose                  | n.n.b. (TPM) | |
| Rowd                               | Jack Bandeira (Andor) | |
| Rukh                               | Stem: Warwick Davis ((TotE, Rebels) | |
| Vernestra Rwoh                     | Rebecca Henderson (The Acolyte) | |
| Carro Rylanz                       | Richard Sammel (Andor) | |
| Enza Rylanz                        | Alaïs Lawson (Andor) | |
| Horox Ryyder                       | Jerome Blake (TPM) CGI (RotS) | |
| Rystall                            | Mercedes Ngoh (RotJ) | |

## S
| Personage                        | Acteur | Beschrijving |
| -------------------------------- | --- | --- |
| Sabé                             | Keira Knightley (TPM) | Sabé is een van Padmé Amidala's Handmaidens in The Phantom Menace. Sabé is de dubbelganger van Padmé Amidala. Keira Knightley was gecast als Sabé omdat ze sprekend op Natalie Portman leek, die Padmé Amidala speelt. |
| Saché                            | Sofia Coppola (TPM) | Saché is een van Padmé Amidala's Handmaidens in The Phantom Menace. |
| Zerelda Sage                     | Michelle Ortiz (Squadrons) | |
| Saifir                           | Stem: Dale Dickey (The Mandalorian) | |
| Saelt-Marae                      | Sean Crawford (RotJ) | |
| Salporin                         | David Stiff (RotS) | |
| Samm                             | Abraham Wapier (Andor) | |
| Wan Sandage                      | n.n.b. (TPM) | |
| Sandtrooper                      | Verschillende acteurs | |
| Vel Sartha                       | Faye Marsay (Andor) | |
| Dobbu Scay                       | Stem: Mark Hamill (TLJ) | |
| Scouttrooper                     | Adam Pally (The Mandalorian) Jason Sudeikis (The Mandalorian) | |
| Davo Sculdun                     | Richard Dillane (Andor) | |
| Runai Sculdun                    | Rosalind Halstead (Andor) | |
| Stekan Sculdun                   | Finley Glasgow (Andor) | |
| Nala Se                          | Stem: Gwendoline Yeo (TCW, TBB) | Wetenschapper van Kamino die verantwoordelijk is voor het kloonproces. Ze zorgt voor haar medische assistent, een jonge vrouwelijke kloon genaamd Omega, en helpt haar en Clone Force 99 (The Bad Batch) te ontsnappen van Kamino nadat ze het rijk hebben verraden. |
| Sebulba                          | Stem: Lewis Macleod (TPM) | |
| Aayla Secura                     | Amy Allen (AotC, RotS) Stem: Jennifer Hale (TCW, TRoS) | Aayla Secura was een Twi'lek Jedi. Aayla werd vermoord door haar eigen troepen, nadat Kanselier Palpatine Bevel 66 gaf. |
| Selena                           | Stem: Diana Lee Inosanto (TotE) | |
| Semage                           | Stem: Terrell Tilford (TotJ | |
| Erskin Semaj                     | Pierro Niel-Mee (Andor) Stem: Josh Brener (Rebels) | |
| Zev Senesca (Rogue Two)          | Christopher Malcolm (TESB) | |
| Reva Sevander / The Third Sister | Moses Ingram (Obi-Wan Kenobi) | |
| Mok Shaiz                        | Stem: Robert Rodriguez (The Book of Boba Fett) | |
| Fennec Shand                     | Ming-Na Wen (The Mandalorian, The Book of Boba Fett) Stem: Ming-Na Wen (TBB) | Premiejager en huurling die in The Bad Batch door Nala Se wordt ingehuurd om Omega te beschermen. In The Mandalorian wordt ze gevangengenomen door Toro Calican en Din Djarin. Nadat Toro haar heeft neergeschoten en haar laat sterven in de woestijn van Tatooine, wordt ze gevonden en gered door Boba Fett, die haar weer op de been helpt met behulp van cybernetica, en in ruil daarvoor wordt ze zijn nieuwe partner. |
| Gorian Shard                     | Carey Jones (The Mandalorian) Stem: Nonso Anozie (The Mandalorian) | |
| Shen                             | Jim Pirri (Squadrons) | |
| Silya Shessaun                   | Lisa Shaunessy (RotS) | |
| Shriv                            | Dan Donohue (Battlefront II) | |
| Elan Sleazebaggano               | Matt Doran (AotC) | |
| Gracalia Vatara "Grace" Sienar   | Erica Luttrell (Squadrons) | |
| Sifo-Dyas                        | n.n.b. (TCW) | |
| Aurra Sing                       | Michonne Bourriague (TPM) Stem: Jaime King (TCW) | |
| Avi Singh                        | Alexander Siddig (TBB) | |
| Skad                             | Jordan Bolger (The Book of Boba Fett) | |
| Arvel Skeen                      | Ebon Moss-Bachrach (Andor) | |
| Baylan Skoll                     | Ray Stevenson (Ahsoka) | |
| Anakin Skywalker / Darth Vader   | Als Anakin Skywalker: Jake Lloyd (TPM) Hayden Christensen (AotC, RotS, RotJ, Obi-Wan Kenobi, Ahsoka) Sebastian Shaw (RotJ) Stem: Hayden Christensen (TRoS) Matt Lanter (TCW (film), TCW (tv-serie), Rebels, TotJ, FoD) Als Darth Vader: David Prowse (ANH, TESB, RotJ) Bob Anderson (TESB, RotJ) C. Andrew Nelson (ANH, TESB, RotJ) Sebastian Shaw (RotJ) Spencer Wilding (Rogue One) Daniel Naprous (Rogue One) Hayden Christensen (Obi-Wan Kenobi) Stem: James Earl Jones (RotS, ANH, TESB, RotJ, TFA, TRoS, Rogue One, Obi-Wan Kenobi, Rebels) Scott Lawrence (JFO, Squadrons)          | |
| Luke Skywalker                   | Mark Hamill (ANH, TESB, RotJ, TFA, TLJ, TRoS, The Mandalorian, The Book of Boba Fett) Grant Feely (Obi-Wan Kenobi) Aidan Barton (RotS) Stem: Mark Hamill (FoD) | |
| Shmi Skywalker                   | Pernilla August (TPM, AotC) Stem: Pernilla August (TCW) | |
| Rei Sloane                       | Dionne Audain (Squadrons) | |
| SM-33                            | Stem: Nick Frost (Skeleton Crew) | |
| Snee                             | Gloria Obianyo (Andor) | |
| Snobbius Snee                    | John Hodgman (Skeleton Crew) | |
| Pote Snitkin                     | n.n.b. (RotJ) | |
| Sy Snootles                      | n.n.b. (RotJ, TCW) | |
| Snowtrooper                      | Verschillende acteurs | |
| Snoke                            | Andy Serkis (TFA, TLJ) Stem: Andy Serkis (TRoS) | |
| Snur                             | Chicho Tche (Andor) | |
| Osi Sobeck                       | Stem: James Arnold Taylor (TCW) | |
| Master Sol                       | Lee Jung-jae (The Acolyte) | |
| Rella Sol                        | Sofio Pernas (Squadrons) | |
| Ben Solo / Kylo Ren              | Adam Driver (TFA, TLJ, TRoS) Stem: Matthew Wood (Resistance) | |
| Han Solo                         | Harrison Ford (ANH, TESB, RotJ, TFA, TRoS) Alden Ehrenreich (Solo) Stem: A.J. LoCascio (FoD) Kiff Vandenheuvel (FoD) | |
| Son                              | Harry Delano (Andor) | |
| Uncle Sordo                      | Jonathan Coy (Andor) | |
| Spaceport Operator               | Stem: Steve Blum (The Mandalorian) | |
| Speeder-piloot                   | Brian Posehn (The Mandalorian) | |
| Aunt Squidna                     | Suzanne Bertish (Andor) | |
| Stoke                            | Eugene Cordero (The Mandalorian) | |
| Stormtrooper                     | Verschillende acteurs Daniel Craig, Ben Schwartz, Kevin Smith & Michael Giacchino (TFA) Prince Harry, Prince William & Tom Hardy (TLJ) Ed Sheeran, Stephen Colbert & Karl Urban (TRoS) Stem: In A New Hope: Scott Beach, Colin Michael Kitchens, Terry McGovern, Morgan Upton, Jerry Walter In Rebels: Liam O'Brien, Greg Weisman, Gary Anthony Williams, David Acord, Phil LaMarr, Steve Blum, Greg Ellis, Dave Filoni, Freddie Prinze jr., Dave Fennoy, André Sogliuzzo, David Shaughnessy, Matthew Wood, Stephen Stanton, Tom Kane, Dee Bradley Baker In Forces of Destiny: Dave Filoni | |
| Strang                           | Aidan Cook (Andor) | |
| Dokk Strassi                     | Stem: Robert Rodriguez (The Book of Boba Fett) | |
| General Strix                    | Mathieu Kassovitz (Skeleton Crew) | |
| Lama Su                          | Stem: Anthony Phelan (AotC) Bob Bergen (TCW, TBB) | Minister-president van Kamino. Hij is in dienst van Darth Tyranus als onderdeel van het plan om de klonen de Jedi te laten elimineren. |
| Trilla Suduri                    | Elizabeth Grullon (JFA, JS) | |
| Sully                            | Maya Erskine (Obi-Wan Kenobi) | |
| The Supervisor                   | Stem: Stephen Fry (Skeleton Crew) | |
| Survivor Captain                 | Charles Parnell (The Mandalorian) | |
| Survivor Scout                   | Charles Baker (The Mandalorian) | |
| Bultar Swan                      | Mimi Daraphet (AotC) | |
| Sweeda                           | Sydney Rose Walker (Star Wars: Skeleton Crew) | |
| Cham Syndulla                    | Stem: Robin Atkin Downes (TCW, Rebels, TBB) | Twi'lek vrijheidsstrijder die zich verzet tegen de separatisten voordat hij een bondgenootschap sluit met het leger van de Republiek wanneer de Clone Wars naar Ryloth komen. In de nasleep van de Clone Wars verzet Cham zich tegen de bezetting van zijn wereld door het nieuw opgerichte Galactische Rijk. |
| Eleni Syndulla                   | Stem: Ferelith Young (TBB) | Cham Syndulla's vrouw en Hera's moeder. |
| Hera Syndulla                    | Mary Elizabeth Winstead (Ahsoka) Stem: Vanessa Marshall (Rebels, TBB, FoD, Squadrons) | Twi'lek en de dochter van Cham Syndulla, die haar thuiswereld verlaat om als lid van de rebellenbemanning van de Ghost tegen het rijk te vechten. Ze is de moederfiguur van de Ghost-crew en houdt de groep bij elkaar als ze anders uit elkaar zouden vallen. |
| Jacen Syndulla                   | Evan Whitten (Ahsoka) | |

## T
| Personage            | Acteur | Beschrijving |
| -------------------- | --- | --- |
| TC-14                | John Fensom (TPM) Stem: Lindsay Duncan (TPM) | |
| Orn Free Taa         | Jerome Blake (TPM) Matt Rowan (AotC, RotS) Stem: Phil LaMarr (TCW, TBB)                                                                                               | Twi'lek met overgewicht die Ryloth vertegenwoordigt in de Galactische Senaat tijdens de prequel-trilogie. |
| Cassio Tagge         | Don Henderson (ANH) | |
| Tak                  | Anthony Daniels (Solo) | |
| Talia                | Claire Brown (Andor) | |
| Wat Tambor           | Stem: Ben Burtt (AotC) Matthew Wood (RotS, TCW) | |
| Terr Taneel          | Amanda Lucas (RotS) | |
| Ahsoka Tano          | Rosario Dawson (The Mandalorian, The Book of Boba Fett, Ahsoka) Ariana Greenblat (Ahsoka) Stem: Ashley Eckstein (TRoS, TCW (film), TCW (tv-serie), Rebels, TotJ, FoD) | |
| Jaro Tapal           | Travis Willingham (JFO, JV) | |
| Tarfful              | Michael Kingma (RotS) n.n.b. (TCW, JFO) | |
| Sei Taria            | Kamay Lau (TPM) | |
| Wilhuff Tarkin       | Peter Cushing (ANH) Wayne Pygram (RotS) Guy Henry (Rogue One) Stem: Stephen Stanton (TCW, Rebels, TBB)                                                                | |
| Roos Tarpals         | Stem: Steven Speirs (TPM) Fred Tatasciore (TCW) | |
| Tavion               | Stem: Kath Soucie (JK, JA) | |
| Tazi                 | Ewens Abid (Andor) | |
| Tech                 | Stem: Dee Bradley Baker (TCW, TBB) | |
| Teedo                | Kiran Shah (TFA) Stem: David Acord (TFA, FoD) | |
| Rep Teers            | n.n.b. (TPM) | |
| Lor San Tekka        | Max von Sydow (TFA) | |
| Tessek               | Gerald Home (RotJ) | |
| Jess Testor          | Jessica Henwick (TFA) | |
| Carson Teva          | Paul Sun-Hyung Lee (The Mandalorian, The Book of Boba Fett, Ahsoka)                                                                                                   | |
| Thela                | Stefan Crepon (Andor) | |
| C'ai Threnalli       | Paul Kasey (Star Wars: Episode VII: The Force Awakens, TLJ) Stem: Matthew Wood (TFA, TLJ, TRoS)                                                                       | |
| Grand Admiral Thrawn | Lars Mikkelsen (Ahsoka) Stem: Lars Mikkelsen (Rebels, TotE) | Thrawn is Grand Admiral van de Keizerlijke Vloot, bekend als een briljante strateeg. Hij verschijnt in het derde en vierde seizoen van Rebels. Aan het einde van het vierde seizoen wordt hij verslagen door Ezra Bridger en worden beiden vermist in de Unknown Regions. |
| Shaak Ti             | Orli Shoshan (AotC, RotS) Stem: Tasia Valenza (TCW) | |
| Paige Tico           | Ngô Thanh Vân (TLJ) | |
| Rose Tico            | Kelly Marie Tran (TLJ, TRoS) Stem: Kelly Marie Tran (FoD) | |
| Captain Vanis Tigo   | Wilf Scolding (Andor) | |
| Tikkes               | n.n.b. (TPM, AotC, RotS) | |
| Meena Tills          | n.n.b. (RotS) Stem: Anna Graves (TCW) | |
| Saesee Tiin          | Khan Bonfils (TPM) Jesse Jensen (AotC) Kenji Oates (RotS) Stem: Dee Bradley Baker (TCW)                                                                               | Iktotchi Jedi Master en lid van de Jedi High Council in de prequel-trilogie en The Clone Wars. Hij is een van de vier Jedi Masters die sterven terwijl ze Palpatine proberen te arresteren.                                                                               |
| Tinch                | Juliet Cowan (Andor) | |
| Tivik                | Daniel Mays (Rogue One) | |
| TK-421               | Stephen Bayley (ANH) | |
| Todo 360             | Stem: Seth Green (TClW, TBB) | |
| Toffi                | Ruby Max (Andor) | |
| Toonbuck Toora       | n.n.b. (TPM, AotC) | |
| Torbin               | Dean-Charles Chapman (The Acolyte) | |
| Sorc Tormo           | Stem: Luke Cook (JFO) | |
| Masir Trach          | Amir El-Masry (TRoS) | |
| Coleman Trebor       | CGI (AotC) | |
| Oma Tres             | John Williams (TRoS) | |
| Feresk "Frisk" Tssat | James Arnold Taylor (Squadrons) | |
| Two Tubes            | Aidan Cook (Rogue One: A Star Wars Story, Andor) | |
| Tusken Raider Scout  | Troy Kotsur (The Mandalorian) | |
| Colonel Tuttle       | Tim Meadows (The Mandalorian) | |
| Captain Gregar Typho | Jay Laga'aia (AotC, RotS) Stem: James Mathis III (TCW) | |
| Ratts Tyrell         | CGI (TPM) | |

## U
| Personage       | Acteur                                                            | Beschrijving |
| --------------- | ----------------------------------------------------------------- | ------------ |
| UK2-B           | Stem: Matt Berry (The Book of Boba Fett)                          |              |
| Ulaf            | Christopher Fairbank (Andor)                                      |              |
| Umpass-Stay     | n.n.b. (RotJ)                                                     |              |
| Luminara Unduli | Mary Oyaya (AotC) Fay David (RotS) Stem: Olivia d'Abo (TRoS, TCW) |              |

## V
| Personage                | Acteur | Beschrijving |
| ------------------------ | --- | ------------ |
| Val                      | Thandiwe Newton (Solo)                                                                                            |              |
| Chancellor Finis Valorum | Terence Stamp (TPM) Stem: Ian Ruskin (TCW)                                                                        |              |
| Vane                     | Marti Matulis (The Mandalorian, Skeleton Crew)                                                                    |              |
| Cobb Vanth               | Timothy Olyphant (The Mandalorian, The Book of Boba Fett)                                                         |              |
| Nahdar Vebb              | Tom Kenny (TCW)                                                                                                   |              |
| Maximilian Veers         | Julian Glover (TESB)                                                                                              |              |
| Asajj Ventress           | Stem: Nika Futterman (TCW (film), TCW (tv-serie))                                                                 |              |
| Keo Venzee               | Bex Taylor-Klaus (Squadrons)                                                                                      |              |
| Iden Versio              | Janina Gavankar (Battlefront II)                                                                                  |              |
| Garrick Versio           | Anthony Skordi (Battlefront II)                                                                                   |              |
| Paz Vizsla               | Tait Fletcher (The Mandalorian, The Book of Boba Fett) Stem: Jon Favreau (The Mandalorian, The Book of Boba Fett) |              |
| Pre Vizsla               | Stem: Jon Favreau (TCW)                                                                                           |              |
| Dryden Vos               | Paul Bettany (Solo)                                                                                               |              |
| Quinlan Vos              | Stem: Al Rodrigo (TCW)                                                                                            |              |

## W
| Personage          | Acteur | Beschrijving |
| ------------------ | --- | --- |
| WA-7               | Stem: Susie Porter (AotC) | |
| Wald               | Warwick Davis (TPM) | |
| Warlords           | Jonny Coyne (The Mandalorian) Jodi Long (The Mandalorian) Hemky Madera (The Mandalorian) Ron Bottitta (The Mandalorian) Marco Khan (The Mandalorian) Imelda Corcoran (The Mandalorian) | |
| Pommet Warrick     | Harrison Davis (TRoS) | |
| Wicket W. Warrick  | Warwick Davis (RotJ, TRoS) Stem: Dee Bradley Baker (FoD) | |
| Wendle             | Tunde Adebimpe (Skeleton Crew) | |
| Wim                | Ravi Cabot-Conyers (Skeleton Crew) | |
| Wing               | Wing T. Chao (The Mandalorian) Stem: Wing T. Chao (TotE) | |
| Watto              | Stem: Andy Secombe (TPM, AotC) | |
| Willard Waylin     | Ike Amadi (Squadrons) | |
| Taun We            | Stem: Rena Owen (AotC, TBB) | Assistent van minister-president Lama Su die Obi-Wan Kenobi begeleidt tijdens zijn bezoek aan de kloonfaciliteit in Attack of the Clones. In The Bad Batch is te zien dat ze naar Bora Vio reist om Omega op te halen bij premiejager Cad Bane. Voordat ze hem treft wordt ze gedood door Fennec Shand. |
| Myn Weaver         | Peter Jacobson (Ahsoka) | |
| Weazel             | Warwick Davis (TPM, Solo) | |
| Weequay Proprietor | W. Earl Brown (The Mandalorian, The Book of Boba Fett) | |
| Zam Wesell         | Leeana Walsman (AotC) | |
| Snap Wexley        | Greg Grunberg (TFA, TRoS) | |
| Beru Whitesun Lars | Bonnie Piesse (AotC, RotS, Obi-Wan Kenobi) Shelagh Fraser (ANH) | |
| Vanden Willard     | Eddie Byrne (ANH) Stem: Michael Bell (Star Wars: Episode IV: A New Hope) | |
| Willi              | Ron Cook (Andor) | |
| Antidar Williams   | Silas Carson (TPM) | |
| Wilmon             | Muhannad Bhailer (Andor) | |
| Windi              | Katrina Nare (Andor) | |
| Mace Windu         | Samuel L. Jackson (TPM, AotC, RotS) Stem: Samuel L. Jackson (TRoS, TCW (film)) Terrence "T.C." Carson (TCW (tv-serie), TotJ)                                                           | |
| Winta              | Isla Farris (The Mandalorian) | |
| Wodiban            | Warwick Davis (TLJ) | |
| Trapper Wolf       | Dave Filoni (The Mandalorian, The Book of the Boba Fett) | |
| Wollivan           | Warwick Davis (TFA) | |
| Axe Woves          | Simon Kassianides (The Mandalorian) | |
| Wrecker            | Stem: Dee Bradley Baker (TCW, TBB) | |
| Sabine Wren        | Natasha Liu Bordizzo (Ahsoka) Stem: Tiya Sircar (Rebels, FoD) | |

## X
| Personage    | Acteur                                        | Beschrijving |
| ------------ | --------------------------------------------- | ------------ |
| Xaul         | Josef Davies (Andor)                          |              |
| Xi'an        | Natalia Tena (The Mandalorian)                |              |
| Hamato Xiono | Nelson Lee (Ahoksa) Stem: Tzi Ma (Resistance) |              |

## Y
| Personage          | Acteur | Beschrijving |
| ------------------ | --- | ------------ |
| Yaddle             | Phil Eason (TPM) Stem: Bryce Dallas Howard (TotJ)                                                                         |              |
| Yané               | Candice Orwell (TPM) |              |
| Yarna d'al' Gargan | Claire Davenport (RotJ)                                                                                                   |              |
| Yarua              | n.n.b. (TPM) |              |
| Yoda               | Frank Oz (TPM, TESB, RotJ, TLJ) Stem: Frank Oz (AotC, RotS, TFA, TRoS) Tom Kane (TCW (film), TCW (tv-serie), Rebels, FoD) |              |
| Joh Yowza          | n.n.b. (RotJ) |              |
| Wullf Yularen      | Robert Clarke (ANH) Malcolm Sinclair (Andor) Stem: Tom Kane (TCW (film), TCW (tv-serie), Rebels)                          |              |
| Tan Yuster         | n.n.b. (AotC) |              |

## Z
| Personage | Acteur                        | Beschrijving |
| --------- | ----------------------------- | ------------ |
| Tabala Zo | Philicia Saunders (TFA, TRoS) |              |
| Zuckuss   | Cathy Munro (TESB)            |              |